# 村岡長太郎

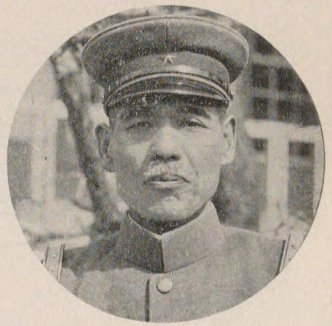
村岡長太郎

村岡 長太郎（むらおか ちょうたろう、明治4年11月1日（1871年12月12日） - 昭和5年（1930年）8月19日）は大日本帝国陸軍の軍人。最終階級は陸軍中将。佐賀県出身。

## 経歴
陸軍士官学校5期生。同期に金谷範三、菱刈隆、岸本鹿太郎、吉田豊彦、松江豊寿らがいる。 陸軍大学校16期を優等で卒業している。同期の久邇宮邦彦王も優等で卒業している。
日露戦争では第2師団参謀として出征した。当時の第2師団長は西島助義。第1次バルカン戦争ではオスマン帝国軍に従軍した。
張作霖爆殺事件の首謀者とされる。同事件の責任をとらされて予備役に編入され、翌年死去した。

## 年譜
- 1894年（明治27年）
  - 7月 陸軍士官学校卒業。
  - 9月 陸軍少尉。歩兵第13連隊附。
- 1897年（明治30年）10月 陸軍中尉
- 1900年（明治33年）11月 陸軍大尉
- 1902年（明治35年）11月 陸軍大学校卒業。歩兵13聯隊中隊長。
- 1903年（明治36年）11月 参謀本部出仕仰付
- 1904年（明治37年）
  - 1月 韓国派遣
  - 3月 第1軍参謀
  - 4月 参謀本部部員仰付
  - 10月 第2師団参謀
- 1905年（明治38年）5月 陸軍少佐
- 1907年（明治40年）11月 陸軍大学校教官
- 1910年（明治43年）6月 陸軍中佐
- 1911年（明治44年）
  - 3月 参謀本部部員。
  - 12月 トルコ出張。
- 1912年（大正1年）トルコ軍従軍
- 1913年（大正2年）11月 陸軍大佐・歩兵第29連隊長
- 1915年（大正4年）
  - 2月 教育総監部第二課長
  - 8月 教育総監部第一課長
- 1918年（大正7年）7月 陸軍少将。教育総監部附（臨時軍事委員長）
- 1921年（大正10年）1月 陸軍歩兵学校校長
- 1923年（大正12年）8月 陸軍中将・第4師団長
- 1927年（昭和2年）8月 関東軍司令官
- 1928年（昭和3年）3月
  - 第二次山東出兵
  - 6月 張作霖爆殺事件
- 1929年（昭和4年）7月 予備役
- 1930年（昭和5年）8月19日 死去

## 栄典
位階
- 1925年（大正14年）12月1日 - 正四位[2]

勲章
- 1928年（昭和3年）8月29日 - 勲一等瑞宝章[3]